# 水平對臥十二缸引擎

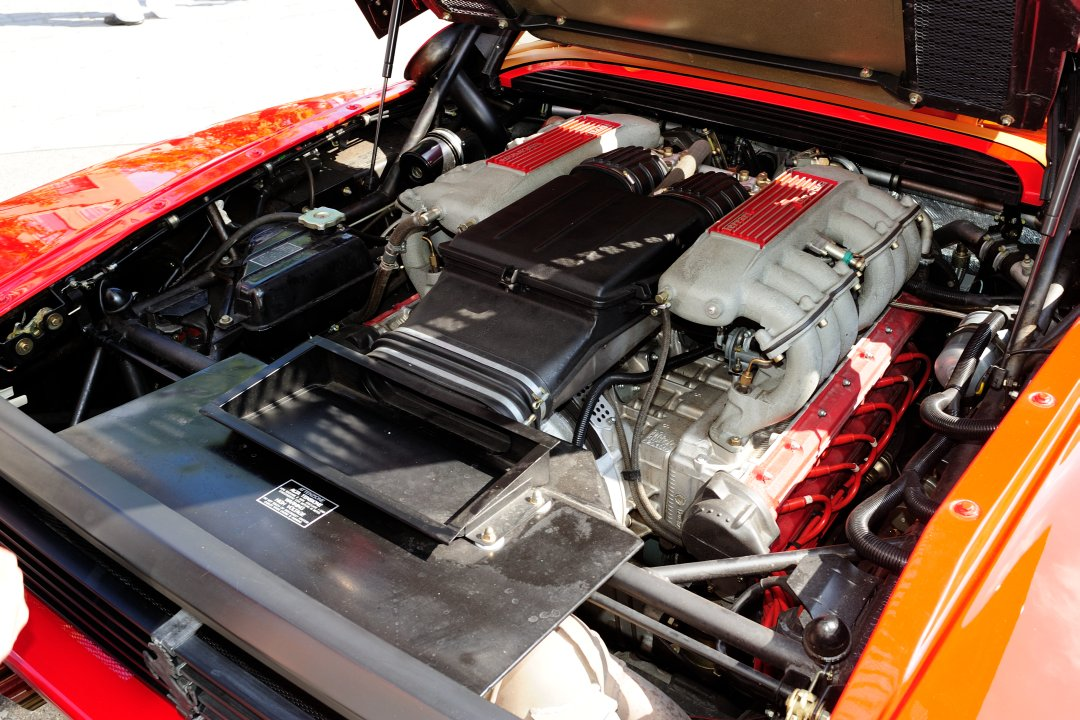
法拉利Testarossa的F12引擎

水平對臥十二缸引擎是一種往復式發動機，由12個活塞分成左右各6個汽缸，以水平對臥的方式組成，而本條目專指活塞式內燃機。一般國外以「flat-twelve」稱呼（包含V型180度引擎），略稱成F12；也有人稱作「boxer-12」，略稱成B12。

## 概要
以體積而言，水平對臥十二缸引擎比V型十二缸引擎更扁平，理論上前者的重心比後者低，可是事實上前者比後者需要更大的引擎室空間，以便安置排氣系統。V12引擎可以採前置或中置引擎的佈局，本體更為扁平的F12引擎就只侷限於中置引擎的佈局。再者，F12引擎在震動抵銷方面絲毫未佔盡任何優勢，所以很少搭載於市售量產車。從構造上來看，F12引擎並非真正水平對臥的boxer engine，因為它左右汽缸內的曲柄銷是共通的，故應屬V型、夾角180度的引擎。
以前水平對臥引擎經常被應用在一級方程式賽車、世界耐力錦標賽等賽事中，不過自1970年代後半期許多冠軍隊伍開始重視氣流通過車身的下壓力，儘可能增加車輛的貼地性。扁平的水平對臥引擎造成底盤底部面積加大，妨礙貼地效果的氣流通過，所以水平對臥引擎的身影逐漸在賽場上消失。
在一級方程式賽車的歷史中，F12引擎活躍於1960年代中期。1964年和1965年是F1賽制規定使用1.5L動力的最後兩年，法拉利車隊的法拉利512 F1選擇使用後置佈局的水平對臥十二缸引擎，最大馬力220bhp / 12,000rpm。直到1966年賽制修改排氣量成3.0L，該車隊的法拉利312才改成傳統的V型十二缸引擎。1969年公開的保時捷917採用一具氣冷式水平對臥十二缸引擎，此具引擎乃自該車廠的水平對臥八缸引擎改造而來，使用與保時捷908相同的活塞零件，但曲軸沿用V型十二缸引擎。當時這具水平對臥十二缸引擎活躍於眾多耐力錦標賽，以致於可能影響到法拉利對F1引擎的開發工作。當時法拉利車隊的法拉利512雖然以V型十二缸引擎為動力來源，可是一直與保時捷917纏鬥，嚐盡苦頭。1970年法拉利車隊以搭載3.0L水冷式水平對臥十二缸引擎的法拉利312B投入一級方程式賽車的比賽，直到1980年的法拉利312T5為止，水平對臥十二缸引擎屢屢奪冠。法拉利也將水平對臥十二缸引擎應用到市售量產車上，包括1973年發售的法拉利Berlinetta Boxer和1984年的法拉利Testarossa。
這件事影響到愛快羅密歐的卡羅·基帝（Carlo Chiti），他率領該公司麾下競速部門Autodelta設計出愛快羅密歐33TT12，所搭載的2,995c.c.水平對臥十二缸引擎可榨出500bhp / 11,000rpm的最大馬力。1973年初次登場，兩年後愛快羅密歐車隊奪得1975年世界賽車冠軍（1975 World Sportscar Championship）。1985年卡羅·基帝創立現代引擎公司（Motori Moderni），並和日本車廠富士重工業合作，1988年開發出3,497c.c.水平對臥十二缸DOHC 60汽門SUBARU-M.M.型引擎。1990年速霸陸和義大利柯隆尼車隊（Coloni）組成速霸陸·柯隆尼車隊投入F1賽事，可惜的是六戰皆墨，根本未能通過F1資格預審。同一具SUBARU-M.M.型引擎也裝置在C組賽車車款Alba AR20上，企圖奪得WSPC世界運動原型車錦標賽選手權（World Sports Prototype-car Championship）。可惜五戰皆出師未捷，只得黯然消失。日本著名改裝車公司童夢原本計畫開發搭載SUBARU-M.M.型引擎的超級跑車Jiotto Caspita，卻因富士重工業參戰F1的成績受到頓挫，結果造成此輛超級跑車胎死腹中。雖然卡羅·基帝在1994年去世，1999年瑞典超跑製造廠科尼賽克向基帝的家屬購入4.0L水平對臥十二缸引擎的藍圖、工具機等，將此具引擎製造出來後搭載於超級跑車科尼賽克CC特別版「B12S」，同時這輛車也是最後搭載基帝設計之引擎的車款。
1990年代前半葉梅賽德斯-賓士為了參加C組賽車，打造出3.5L自然進氣型水平對臥十二缸M291型引擎，並搭載於梅賽德斯-賓士C291原型賽車上。該具M291型引擎的構造相當獨特，將四個三汽缸大的汽缸頭及汽缸本體一體化成單體（monoblock），故內有十二汽缸。曲軸的中間用齒輪作為出力的中央輸出機構，汽缸頭的設計迥異於一般水平對臥引擎，引擎上方設置了排氣埠，而進氣埠則位於汽缸頭中央的火星塞附近。本來C291的車體底部從駕駛員座艙之後有一大片氣流擴散片（diffuser），可產生使車身下壓的低重心。可是構造極為複雜的M291型引擎的性能表現並不穩定，雖然號稱具有600bhp / 12,500rpm的最大馬力，卻被揶揄成「星期五600匹馬力、星期六500匹馬力，到了星期日只剩400匹馬力」。後來幾度修正問題，C291終於取得一勝。不過國際汽車聯合會和西部汽車俱樂部（Automobile Club de l'Ouest，縮寫成ACO）修改比賽規則後，同樣搭載此具引擎的後繼車款梅賽德斯-賓士C292並未下場比賽，因此該具水平對臥十二缸引擎也功成身退。

## 其他

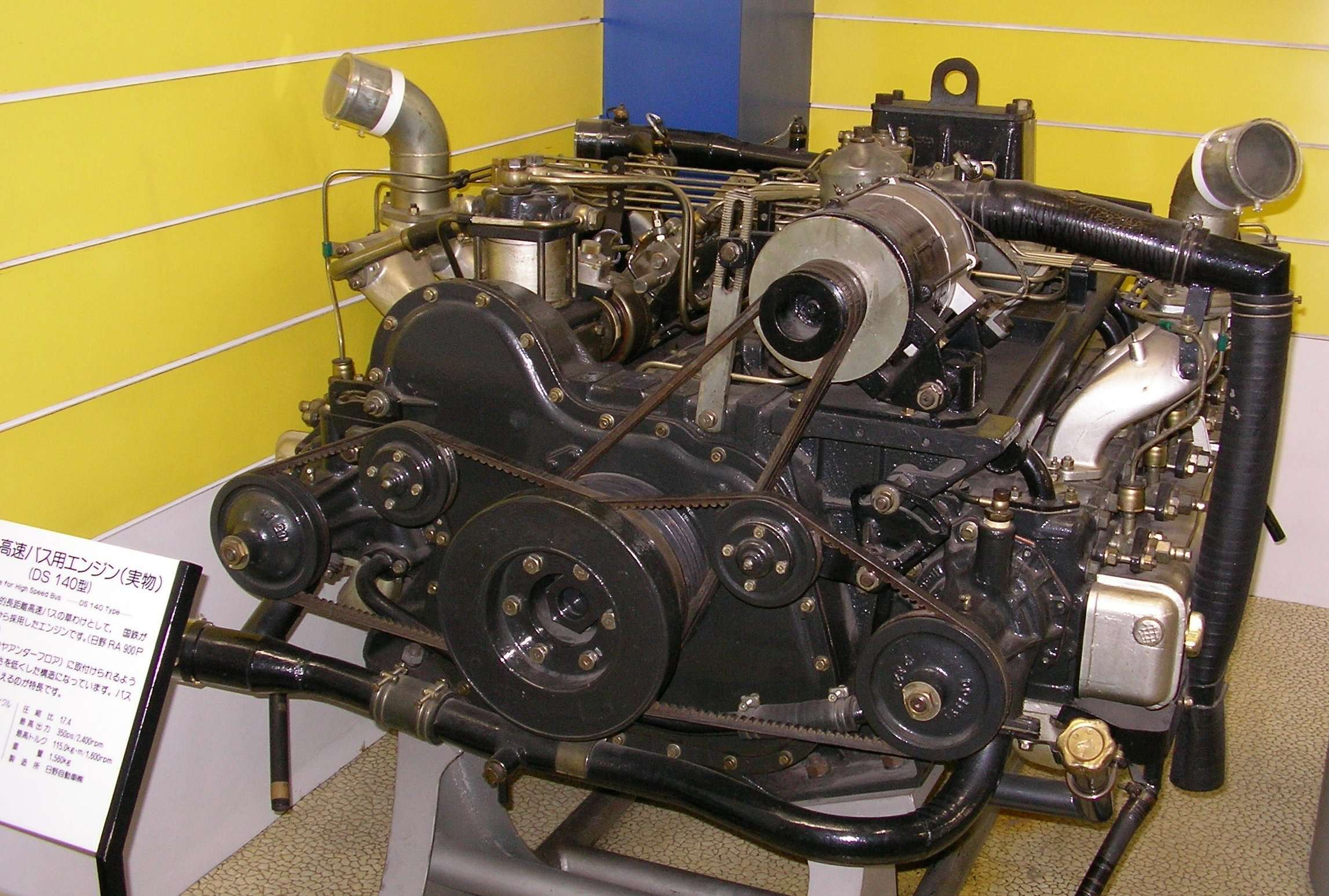
搭載於RA900P的DS140型引擎，現收藏於琦玉市鐵道博物館裡

除了使用在競速賽事外，也有日本車廠將水平對臥十二缸引擎裝置在載客巴士上。豐田汽車集團麾下日野汽車所生產的日野S'elega巴士，其中原廠代號RA100採用的DS120型引擎以及原廠代號RA900P採用的DS140型引擎，皆是水平對臥十二缸柴油引擎。另外應用於火車的例子，則屬日本國有鐵道的DML30系引擎，事實上這具引擎乃V型180度引擎，也可視為水平對臥十二缸引擎。
至於軍用車輛的例子，1954年第二次世界大戰時英國籍機械工程師亨利·米朵斯（Henry Meadows）替Mk.V盟約者巡航坦克（covenanter tank）開發了水平對臥十二缸引擎。由於坦克引擎室沒有足夠的空間，本來應裝於引擎後方的散熱器和冷卻用進氣口卻改到車體前面，造成冷卻不足及駕駛艙內高熱難耐。由於這個問題無法解決，除少數巡洋艦坦克被送往北非服役外，其餘的皆留在英國國內做為訓練之用。

## 內部連結
- 水平對臥引擎